# بيل باربر
بيل باربر (بالإنجليزية: Bill Barber)‏ هو عازف جاز أمريكي، ولد في 21 مايو 1920 في نيويورك في الولايات المتحدة، وتوفي بنفس المكان في 18 يونيو 2007 بسبب قصور القلب.

## وصلات خارجية
- بيل باربر على موقع ميوزك برينز (الإنجليزية)
- بيل باربر على موقع أول ميوزيك (الإنجليزية)
- بيل باربر على موقع ديسكوغز (الإنجليزية)